# Lannéanou
Lannéanou [laneanu] (en breton : Lanneanoù) est une commune du département du Finistère, dans la région Bretagne, en France.

## Géographie
Lannéanou se trouve à l'extrémité est-nord-est des monts d'Arrée et des Rochers du Cragou. La commune est de superficie modeste (16 km²), son finage s'étirant dans le sens sud-nord du marais de Ménez Vergam, vers 180 mètres d'altitude, au sud, s'élevant rapidement jusqu'aux hauteurs principales proches du bourg (280 mètres) ou plus à l'est (245 mètres près de Kerforniou), les quatre-cinquièmes nord du territoire communal formant un plan incliné à très faible pente dont l'altitude décroît assez régulièrement vers le nord jusque vers 150 mètres.
Le bourg de Lannéanou est très excentré au sud-sud-ouest de son finage communal ; la butte du Télégraphe, proche du bourg, qui culmine à 300 mètres et porte ce nom car ce fut un des relais du télégraphe Chappe reliant Paris à Brest, est sur le territoire de la commune de Plougonven.
|            | Plouigneau | Botsorhel   |
| Plougonven | Lannéanou  | Guerlesquin |
|            | Scrignac   |             |

Une gare du Réseau breton, à voie métrique, sur la ligne Morlaix-Carhaix, était dénommée "Cloître-Lannéanou" : située à 6 km à l'ouest de Lannéanou, dans la vallée du Jarlot, à la limite des territoires communaux de Plougonven et du Cloître-Saint-Thégonnec, près du hameau de Kermeur, elle n'eût qu'un intérêt limité pour les habitants de Lannéanou pendant ses quelques décennies d'existence entre 1891 et 1967.
Victor-Eugène Ardouin-Dumazet fait en 1910 cette description sévère des environs de la gare du Cloître-Lannéannou :

« En pleine lande, au fond d'une large cuvette, la gare du Cloître-Lannéannou est isolée, fort loin des deux villages dont elle porte les noms. Site sinistre par les temps gris ; la lande s'étend à l'infini, revêt les pentes, entoure des hameaux misérables. Vers le sud une ride porte Bouillard, Kergreis, Kermeur, Kerléoret, qui sont parmi les plus tristes séjours de l'Armorique. Ils contemplent, vers l'intérieur du pays, un paysage étrange et morne : des marais où l'on récolte de la tourbe, des pentes couvertes de landes s'élevant jusqu'à une arête rocheuse. (...) Les rochers du Cragou constituent la partie la plus curieuse des Monts d'Arrée (...) Vus du fond de la vallée du Squiriou, vus surtout des abords des beaux bois de Lestrezec, ils sont merveilleux de forme et de teinte, se détachant violacés et tourmentés sur le fond délicat du ciel d'un bleu gris, infiniment doux. »

### Relief
La superficie de la commune est de 1 617 hectares ; son altitude varie de 119  à   285 mètres.

### Cadre géologique
La commune est localisée dans la partie occidentale du Massif armoricain, à la limite septentrionale du domaine centre armoricain. Ce domaine est composé essentiellement de terrains appartenant à un bassin sédimentaire qui s'allonge sensiblement en direction W-E, depuis la baie de Douarnenez jusqu'au bassin de Laval. Ce bassin est principalement constitué de schistes briovériens (sédiments détritiques essentiellement silto-gréseux issus de l'érosion du segment occidental de la chaîne cadomienne, accumulés sur plus de 15 000 m d'épaisseur et métamorphisés), formant un socle pénéplané sur lequel repose en discordance des formations paléozoïques sédimentaires (formations siluro-dévoniennes constituées de schistes, phyllades et quartzites). Ces formations ont été déposées dans le bassin marqué par une forte subsidence, puis métamorphisées et déformées lors de l'orogenèse varisque (plis d'orientation préférentielle N 110° et plusieurs familles de failles d'orientations différentes).
La fin de l'histoire varisque se caractérise par le fonctionnement d'un grand accident crustal, le cisaillement nord-armoricain (CNA) qui guide la mise en place de granites. La partie septentrionale du territoire communal se situe sur une formation de type granite monzonitique à biotite à grain grossier, qui fait la jonction entre le massif granitique de Commana-Plounéour (appelé aussi granite des monts d'Arrée) et celui de Plouaret. Le CSA décale d'une vingtaine de kilomètres le massif de Commana de celui de Plouaret. Ces massifs font partie d'un ensemble plus vaste, le batholite médio-armoricain. Le sous-sol de la commune est ainsi formé de roches d'ère primaire, sauf dans les fonds de vallée recouverts d'alluvions. Des bancs de schistes et de quartzites, affectés d'un pendage important (60°) alternent dans la partie méridionale du territoire communal qui correspond aux monts d'Arrée. Ces roches sont les témoins d'une pénéplanation très ancienne à l'ère primaire suivie d'un resoulèvement à l'ère secondaire, contre-coup des plissements pyrénéen et alpin.

### Hydrographie
Pour un article plus général, voir Réseau hydrographique du Finistère.
La commune est située dans le bassin Loire-Bretagne. Elle est drainée par le Douron, le Tromorgant, le ruisseau de Roudouhir et divers autres petits cours d'eau,.
Lannéanou est un véritable château d'eau naturel, plusieurs cours d'eau y prennent leur source et c'est aussi une ligne de partage des eaux entre plusieurs bassins versants : le Roudouhir, juste au sud du bourg, coule vers le sud, sert de limite communale avec Plougonven, et qui est un affluent du Squiriou, lui-même tributaire de l'Aulne qui se jette dans la rade de Brest ; le Douron, dont la source se trouve près du point de rencontre des limites communales de Lannéanou, Scrignac et Botsorhel, coule vers le nord, se jetant dans la Manche ; son cours sert de limite communale avec Botsorhel. La rivière de Plouigneau, dénommée plus en aval Tromorgant, prend sa source à proximité immédiate du bourg de Lannéanou, coule vers le nord-nord-ouest et est un affluent de rive droite du Jarlot qui, avec le Queffleut, constitue plus en aval encore la rivière de Morlaix ; son cours sert de limite communale avec Plougonven. Ces vallées, presque dès leurs sources, coulent dans des vallons encaissés d'une cinquantaine de mètres par rapport aux plateaux avoisinants.
Le Douron, d'une longueur de 28 km, prend sa source dans la commune de Scrignac et se jette  dans la baie de Lannion entre les communes de Plestin-les-Grèves et de Locquirec, après avoir traversé neuf communes. 

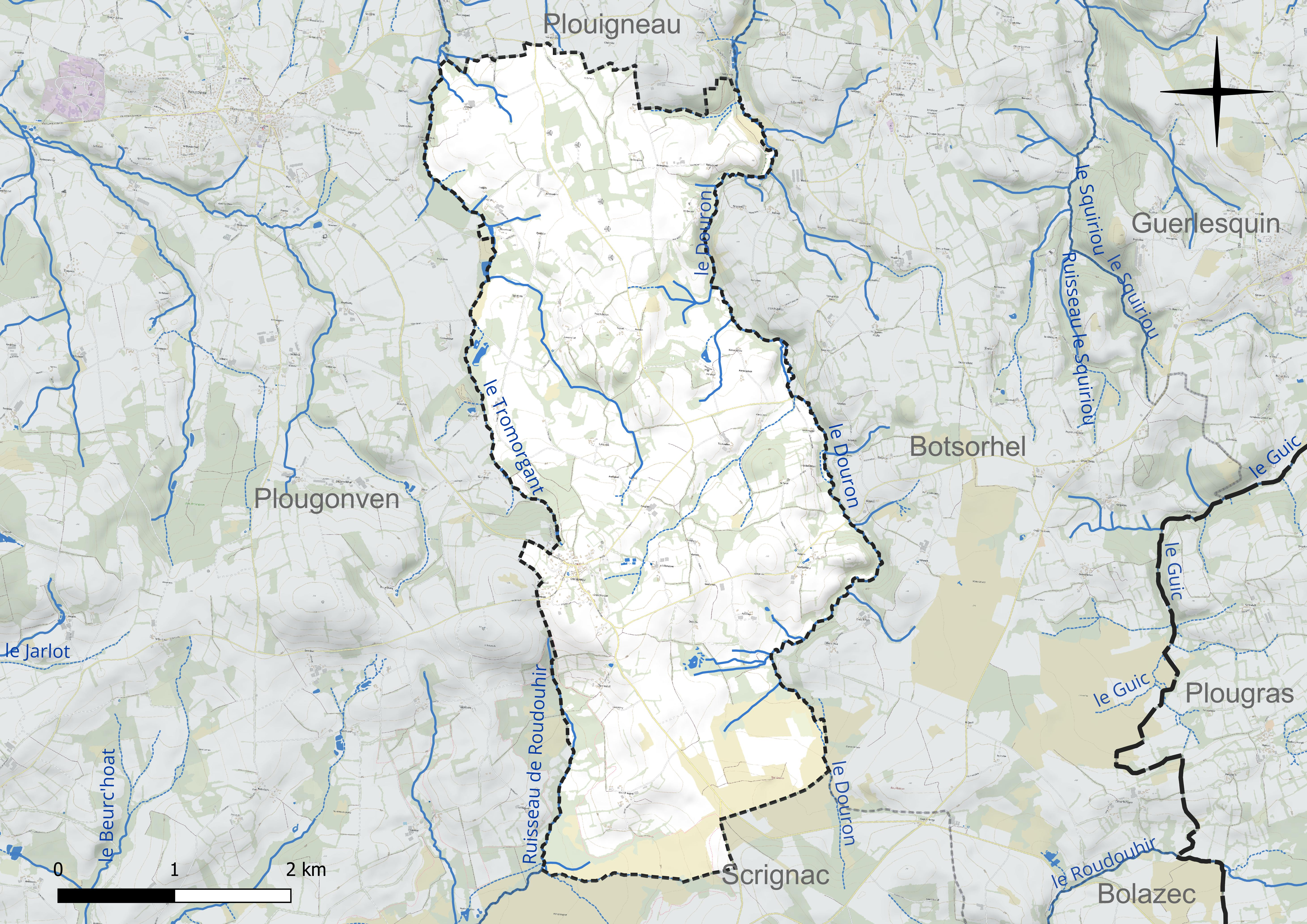
Réseau hydrographique de Lannéanou.

Le Tromorgant, d'une longueur de 17 km, prend sa source dans la commune  et se jette  dans le Jarlot à Plougonven, après avoir traversé quatre communes. 

### Climat
Pour des articles plus généraux, voir Climat de la Bretagne et Climat du Finistère.
En 2010, le climat de la commune est de type climat océanique franc, selon une étude du CNRS s'appuyant sur une série de données couvrant la période 1971-2000. En 2020, Météo-France publie une typologie des climats de la France métropolitaine dans laquelle la commune est exposée à un climat océanique et est dans la région climatique  Finistère nord, caractérisée par une pluviométrie élevée, des températures douces en hiver (6 °C), fraîches en été et des vents forts. Parallèlement l'observatoire de l'environnement en Bretagne publie en 2020 un zonage climatique de la région Bretagne, s'appuyant sur des données de Météo-France de 2009. La commune est, selon ce zonage, dans la zone « Monts d'Arrée », avec des hivers froids, peu de chaleurs et de fortes pluies.
Pour la période 1971-2000, la température annuelle moyenne est de 10,7 °C, avec  une amplitude thermique annuelle de 11,3 °C. Le cumul annuel moyen de précipitations est de 1 206 mm, avec 16,2 jours de précipitations en janvier et 8,9 jours en juillet. Pour la période 1991-2020, la température moyenne annuelle observée sur la station météorologique la plus proche, située sur la commune de Pleyber-Christ à 15 km à vol d'oiseau, est de 11,7 °C et le cumul annuel moyen de précipitations est de 1 101,6 mm,. Pour l'avenir, les paramètres climatiques de la commune estimés pour 2050 selon différents scénarios d'émission de gaz à effet de serre sont consultables sur un site dédié publié par Météo-France en novembre 2022.

## Urbanisme

### Typologie
Au 1er janvier 2024, Lannéanou est catégorisée commune rurale à habitat dispersé, selon la nouvelle grille communale de densité à 7 niveaux définie par l'Insee en 2022.
Elle est située hors unité urbaine. Par ailleurs la commune fait partie de l'aire d'attraction de Morlaix, dont elle est une commune de la couronne,. Cette aire, qui regroupe 24 communes, est catégorisée dans les aires de 50 000 à moins de 200 000 habitants,.

### Occupation des sols
L'occupation des sols de la commune, telle qu'elle ressort de la base de données européenne d'occupation biophysique des sols Corine Land Cover (CLC), est marquée par l'importance des territoires agricoles (75,9 % en 2018), en augmentation par rapport à 1990 (74,3 %). La répartition détaillée en 2018 est la suivante : 
zones agricoles hétérogènes (47,2 %), terres arables (23,3 %), forêts (13,8 %), milieux à végétation arbustive et/ou herbacée (8,3 %), prairies (5,4 %), zones urbanisées (1,9 %). L'évolution de l'occupation des sols de la commune et de ses infrastructures peut être observée sur les différentes représentations cartographiques du territoire : la carte de Cassini (XVIIIe siècle), la carte d'état-major (1820-1866) et les cartes ou photos aériennes de l'IGN pour la période actuelle (1950 à aujourd'hui).

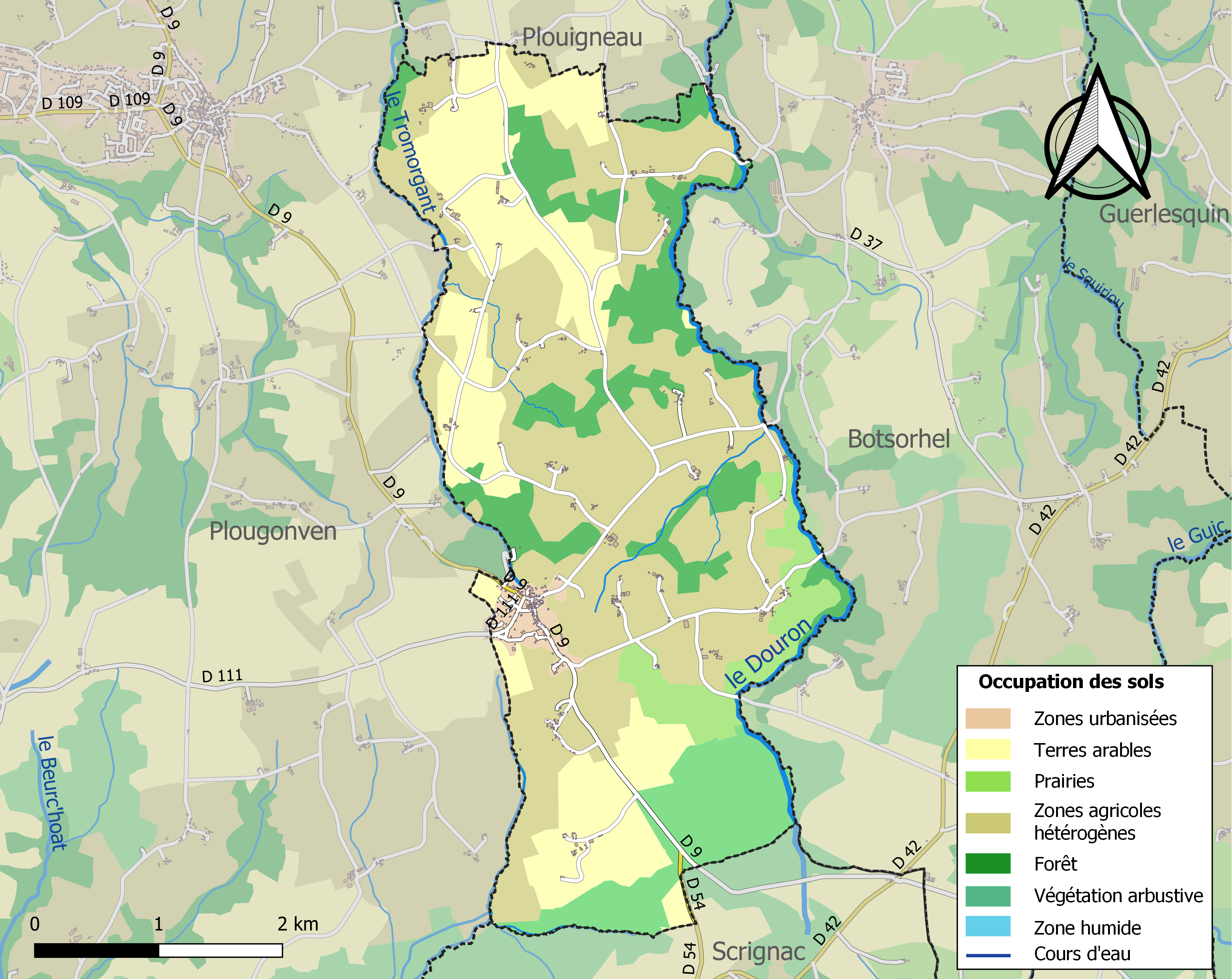
Carte des infrastructures et de l'occupation des sols de la commune en 2018 (CLC).

## Toponymie
Le nom de la localité est attesté sous les formes Treff de Lanleanou en 1559, Lanneanou en 1590.
Lannéanou vient de l'ancien breton « lann » (ermitage) et de « leanou » (nonnes).

## Histoire

### Origines
Lannéanou était, sous l'Ancien Régime, une trève de Plouigneau.
Curia Monialum (« la cour des moniales »), l'endroit où s'arrêta Rivod, l'assassin de saint Mélar, d'après la « Vie de saint Mélar », récit hagiographique, et où une source jaillit à l'endroit où Rivod, fatigué, planta son bâton, est probablement la source du ruisseau de Tromorgant, dénommé dans un texte de 1485 Dour Melar (« eau de saint Mélar »)[réf. nécessaire].

### Antiquité et Haut Moyen Âge
Des monnaies gauloises ont été trouvées en 1832 et 1836 dans les tourbières de Grantugen (Grand Huguen désormais), à l'extrême-sud du territoire communal.
Lannéanou se trouvait au carrefour de deux voies romaines, celle allant de Carhaix à Lanmeur et celle allant de Morlaix à Quintin.
Le tracé d'un chemin ancien, remontant au moins à l'Armorique primitive, menant de Carhaix à Lanmeur en passant par Lannéanou et Plouigneau ; son tracé entre ces deux dernières localités correspond à la route communale actuelle. La tradition rapporte qu'un jour, saint Mélar, qui cheminait sur cette route près de la ferme de Guerlavrec entre Botsorhel et Plouigneau, non loin de la chapelle Saint-Éloy, aperçut deux cavaliers ennemis qui le poursuivaient. Le saint se recommanda aux soins de la Providence et se coucha par terre, au bord du chemin : miracle, la terre s'enfonça sous lui, formant une fosse proportionnelle à sa taille, les herbes et les fleurs se rejoignirent par-dessus de sorte que les assassins passèrent sans le voir. Cet endroit est appelé Guélé Sant-Mélar ("Le lit de saint Mélar") est situé dans l'enceinte de la chapelle.

### Moyen Âge
La trève de Lannéanou se situait en Trégor puisqu'elle dépendait de l'évêché de Tréguier et faisait partie de la seigneurie du Ponthou dont le fief, la juridiction et la châtellenie, avec droit de haute, moyenne et basse justice s'étendait également sur Plougonven, Plouigneau, Botsorhel, Plouezoc'h, Plougasnou, Lanmeur et Plouégat-Guérand.
Les Le Rouge de Guerdavid se succèdent de père en fils comme seigneurs puis comtes de Guerdavid, depuis Hervé Le Rouge (avant 1350-avant 1414). Le manoir de Guerdavid étant alors situé dans la paroisse de Plouigneau (Lannéanou maintenant). Plusieurs Guerdavid sont inhumés dans l'église de Lannéanou et quatre de ses membres se sont succédé de père en fils entre 1826 et 1944, comme maires de la commune voisine de Botsorhel.

### Les Hospitaliers
Au XIIe siècle, les seigneurs du Ponthou concèdent les « landes du Ponthou » aux Hospitaliers de l'ordre de Saint-Jean de Jérusalem.

### DuXVIeauXVIIIesiècle
Une route royale allant de Carhaix à Morlaix  passait par Lannéanou et Plougonven. Anatole Le Braz y fait allusion :« Le lendemain, un char-à-bancs attelé d'un bidet gris-fer, roulait à travers le pays montueux de l'Arrée, sur la route royale qui menait en ces temps-là de (...) Morlaix à Carhaix, en passant par Lannéanou. Chaque fois qu'un pâtre, qu'un bouvier, qu'un laboureur croisait la voiture, l'homme soulevait son chapeau (...) ».
Le 25 novembre 1589, dans le contexte des guerres de la Ligue, des paroissiens de Lannéanou (Jean le Rémeur, François le Bensat, Ollivier Keragoff, Yvon le Bensat) prêtent serment de fidélité « tant pour eux que comme procureurs de ceux de la dite trève » à la "Sainte Union de Morlaix" constituée afin de défendre la ville et sa région des pillages.

### Révolution française
Guillaume Le Lay (1743 – 1818), exploitant d'un domaine congéable à Kerudoret, fut élu en avril 1789 député aux États généraux comme représentant de la sénéchaussée de Morlaix. Il siégea ensuite à l'Assemblée nationale constituante sous le nom de Guillaume Le Lay de Grantugen comme député du Finistère. Son action se focalisera sur la question du domaine congéable en Bretagne. Il présenta à l'assemblée dès septembre 1789 des propositions en vue de son abolition et se fit le porte-parole de l'opinion publique des campagnes bretonnes dans ce sens. Il n'obtint finalement pas gain de cause. Après son mandat de député, il fut maire de Lannéanou en 1792 puis administrateur du district de Morlaix pendant la première moitié de 1793. Il reprit ensuite ses activités de cultivateur à Lannéanou avant d'occuper le poste de percepteur des contributions à Guerlesquin de 1805 à 1814.

### LeXIXesiècle

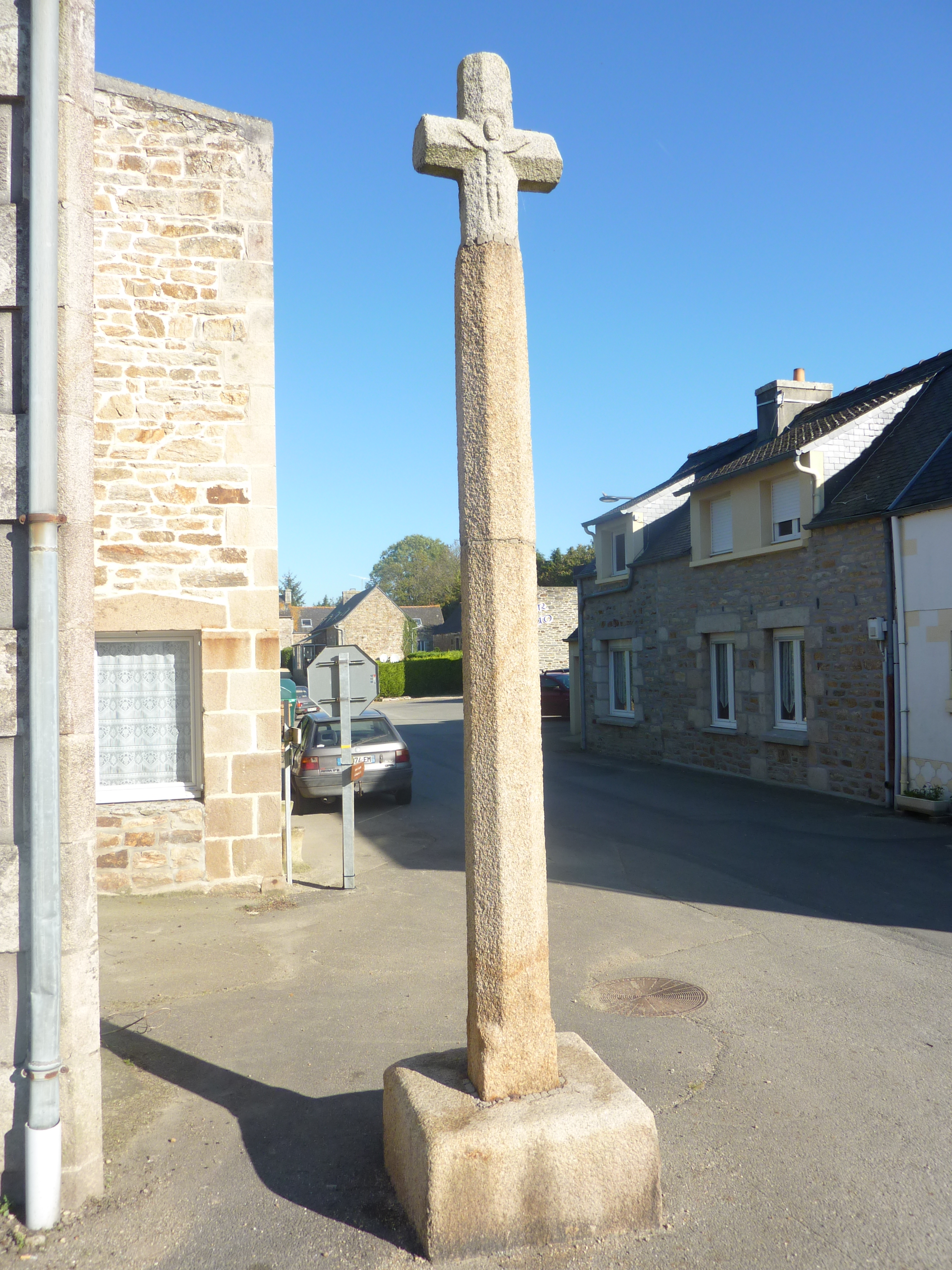
La croix du jubilé de 1827.

Un jubilé s'est tenu à Lannéanou en 1827 comme en témoigne la "Croix du Jubilé" située dans le bourg.
L'ouverture de la station de haras de Langonnet entraîne dans l'arrondissement de Morlaix la fermeture en 1838 des stations de Lannéanou, Plouénan et Lanmeur.
Entre le 15 septembre 1854 et le 1er octobre 1854, une épidémie de choléra fait 6 morts à Lannéanou.
Un temple protestant a existé à la fin du XIXe siècle et au début du XXe siècle à Lannéanou, sous l'influence du pasteur Allfred Jenkins, baptiste, installé à Morlaix et qui développa dans plusieurs localités avoisinantes comme Primel, Roscoff, un culte protestant en langue bretonne.

### LeXXesiècle

#### La Première Guerre mondiale
Le monument aux morts de Lannéanou (un pilier en forme de piédestal portant la statue en fonte bronzée, faite en grande série, d'un poilu au repos, due au sculpteur Étienne Camus, et entouré de chaînes  portées aux 4 angles du monument par de petits piliers en granit) porte les noms de 46 soldats personnes mortes pour la France pendant la Première Guerre mondiale ; parmi eux 3 (Jean Bourel, François Denis et Émile Le Duff) sont des soldats morts dès le 22 août 1914 lors des combats de Maissin (Belgique) ; tous les autres sont morts sur le sol français, à l'exception de François Thoraval, prisonnier de guerre en Allemagne, mort le 31 décembre 1918, donc après l'armistice, dans un lazaret allemand.

#### L'Entre-deux-guerres
Une foire était organisée pendant l'Entre-deux-guerres à Lannéanou le dernier lundi d'août.

#### La Seconde Guerre mondiale

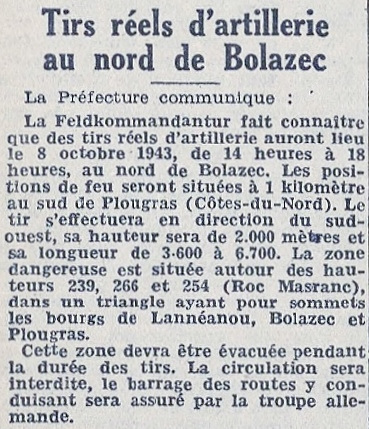
Tirs d'artillerie allemands à Plougras, Bolazec et Lannéanou le 8 octobre 1943 (article publié dans le journal La Dépêche de Brest et de l'Ouest).

Le monument aux morts de Lannéanou porte les noms de 13 personnes mortes pour la France pendant la Seconde Guerre mondiale.
Parmi les décédés de la Seconde Guerre mondiale, plusieurs sont des marins : Joseph Billien, quartier-maître, meurt dès le 13 novembre 1939 lors du naufrage du cargo Loire (ancien cargo anglais Irrawady) au large de Gibraltar ; François Marie Larhantec, né le 1er janvier 1914 à Lannéanou, quartier-maître, fit partie des 119 victimes (13 rescapés) de l'aviso Vauquois coulé par l'explosion d'une mine devant Le Conquet le 18 juin 1940 ; François Bozec, second maître, meurt accidentellement le 14 juin 1941 à bord du croiseur cuirassé Marseillaise ; Jean Collobert, maître mécanicien, est victime du naufrage du sous-marin Perle le 8 juillet 1944.
Plusieurs victimes sont des soldats : François Le Dissez, premier mort de la guerre originaire de la commune, est tué le 13 septembre 1939 lors d'une offensive française en Sarre ; Xavier de Miollis, Louis Le Dissez, Pierre Le Nuz et Jean Nédélec sont morts au printemps 1940 pendant la Bataille de France ; Pierre Manéat et Édouard Toudic sont morts en captivité en Allemagne, ainsi que Jean Lahrer en Autriche. Pierre Perrot est mort accidentellement en Algérie en 1945.

### LeXXIesiècle
La première décennie du XXIe siècle a été marquée par la fermeture de l'école et en 2009 par celle du restaurant-bar-épicerie, le dernier commerce de la commune Un nouvel établissement restaurant-bar-épicerie a depuis été installé (décembre 2014) dans les locaux de l'ancienne école rénovés et aménagés en conséquence.

## Démographie

### Évolution démographique
| 1793 | 1800 | 1806 | 1821 | 1831 | 1836  | 1841  | 1846  | 1851  |
| ---- | ---- | ---- | ---- | ---- | ----- | ----- | ----- | ----- |
| 672  | 736  | 780  | 794  | 929  | 1 022 | 1 029 | 1 020 | 1 061 |

| 1856  | 1861  | 1866  | 1872  | 1876  | 1881  | 1886 | 1891 | 1896 |
| ----- | ----- | ----- | ----- | ----- | ----- | ---- | ---- | ---- |
| 1 001 | 1 039 | 1 021 | 1 048 | 1 007 | 1 008 | 994  | 895  | 887  |

| 1901 | 1906 | 1911 | 1921 | 1926 | 1931 | 1936 | 1946 | 1954 |
| ---- | ---- | ---- | ---- | ---- | ---- | ---- | ---- | ---- |
| 885  | 885  | 839  | 838  | 783  | 767  | 743  | 693  | 579  |

| 1962 | 1968 | 1975 | 1982 | 1990 | 1999 | 2004 | 2006 | 2009 |
| ---- | ---- | ---- | ---- | ---- | ---- | ---- | ---- | ---- |
| 548  | 499  | 427  | 356  | 357  | 341  | 363  | 362  | 361  |

| 2014 | 2019 | 2022 | - | - | - | - | - | - |
| ---- | ---- | ---- | - | - | - | - | - | - |
| 379  | 351  | 341  | - | - | - | - | - | - |

Commentaire : Après une augmentation de 389 habitants entre 1793 et 1851 (+ 57,9 % en 58 ans), la population de la commune atteint son apogée en 1851. Depuis cette date, le déclin démographique est constant et important, le nombre des habitants baissant de 700 entre 1851 et 2008 (- 66 % en 157 ans, la commune se retrouvant en 2008 presque deux fois moins peuplée qu'elle ne l'était lors du premier recensement de 1793. Éloigné de villes importantes (la relative proximité de Morlaix n'a pas joué), faisant déjà partie de la Bretagne intérieure moins par l'éloignement du littoral que par son relief déjà accidenté, Lannéanou a connu au fil des décennies un important exode rural. Une légère reprise démographique est toutefois perceptible entre 1999, année du minimum démographique avec seulement 341 habitants et 2006, avec un gain de 22 habitants en 7 ans.
La variation naturelle reste constamment négative (- 0,5 % l'an entre 1999 et 2006) en raison du vieillissement démographique (en 2007, les 65 ans et plus constituent 20,7 % de la population et sont presque aussi nombreux que les 0 à 19 ans qui constituent 21,7 % de la population totale). En 1999 par exemple, la commune a enregistré 3 naissances pour 12 décès ; en 2007, elle n'a enregistré aucune naissance. Le solde migratoire, après avoir été négatif pendant plus d'un siècle (- 1,7 % l'an entre 1968 et 1975, - 1,2 % l'an entre 1975 et 1982) a toutefois été positif entre 1999 et 2007 (+ 1,2 % l'an). Quatorze maisons supplémentaires ont quand même été construites dans la commune entre 1999 et 2007.

### Évolution du rang démographique
| selon la population municipale des années : | 1968 | 1975 | 1982 | 1990 | 1999 | 2006 | 2009 | 2013 |
| Rang de la commune dans le département      | 231  | 247  | 262  | 263  | 264  | 263  | 264  | 263  |
| Nombre de communes du département           | 286  | 283  | 283  | 283  | 283  | 283  | 283  | 283  |

En 2016, Lannéanou était la 259e commune du département en population avec ses 389 habitants (territoire en vigueur au 1er janvier 2019), à égalité avec Port-Launay, derrière Loc-Eguiner (258e avec 400 habitants) et devant Trézilidé (261e avec 378 habitants).

## Politique et administration

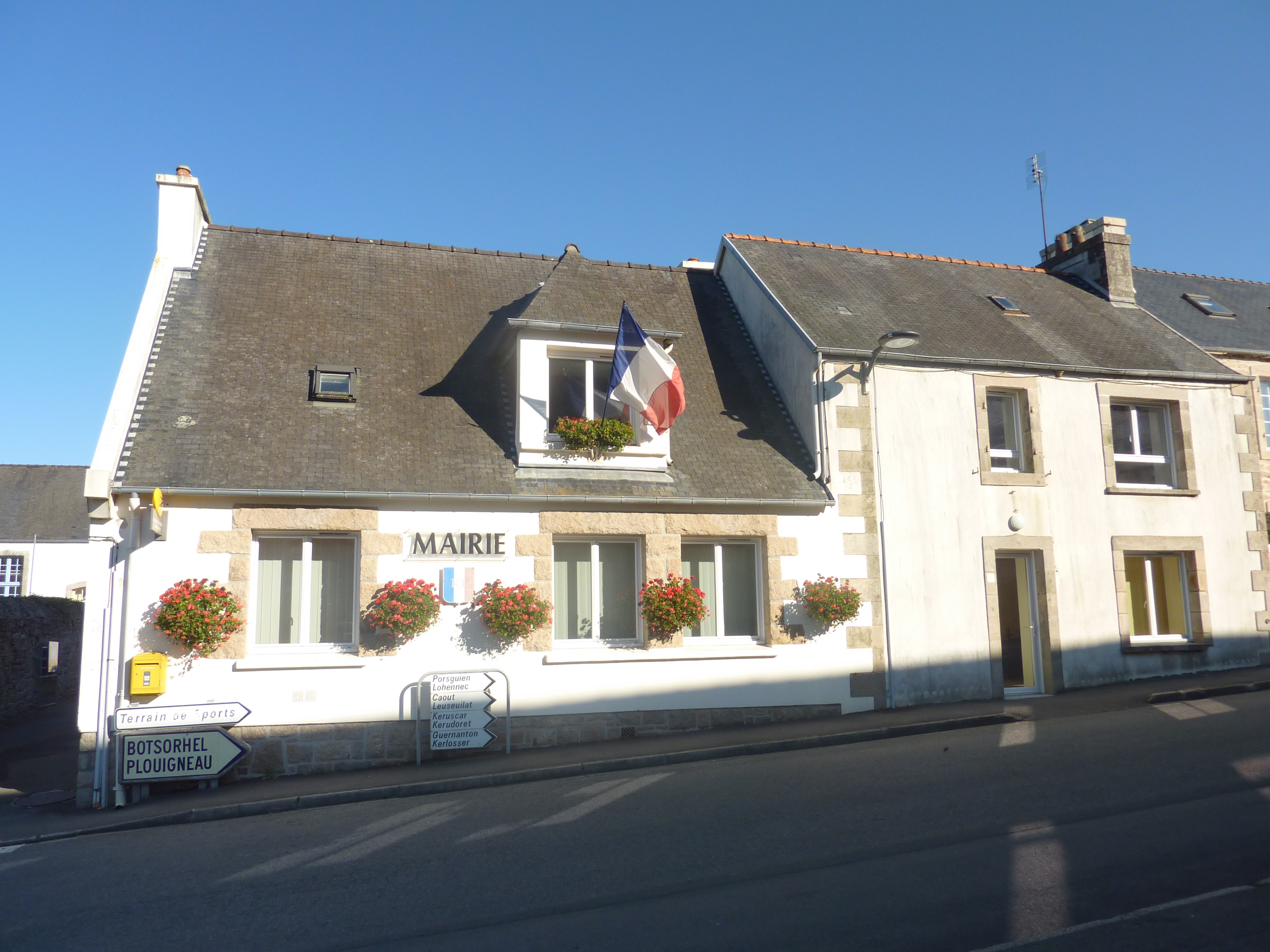
La mairie de Lannéanou.

## Monuments et sites
- L'église paroissiale Saint-Jean-Baptiste, reconstruite après son écroulement en 1833, abrite des statues de saint Jean-Baptiste, saint Yves, saint Mélar, de la Vierge-Mère et un Ecce homo ; une statue de saint Méen, coiffé d'une mitre et tenant en laisse un chien muselé, se trouve sur sa façade extérieure. Le clocher-mur, datant de 1751, est le seul élément de l'église précédente qui ait été conservé.

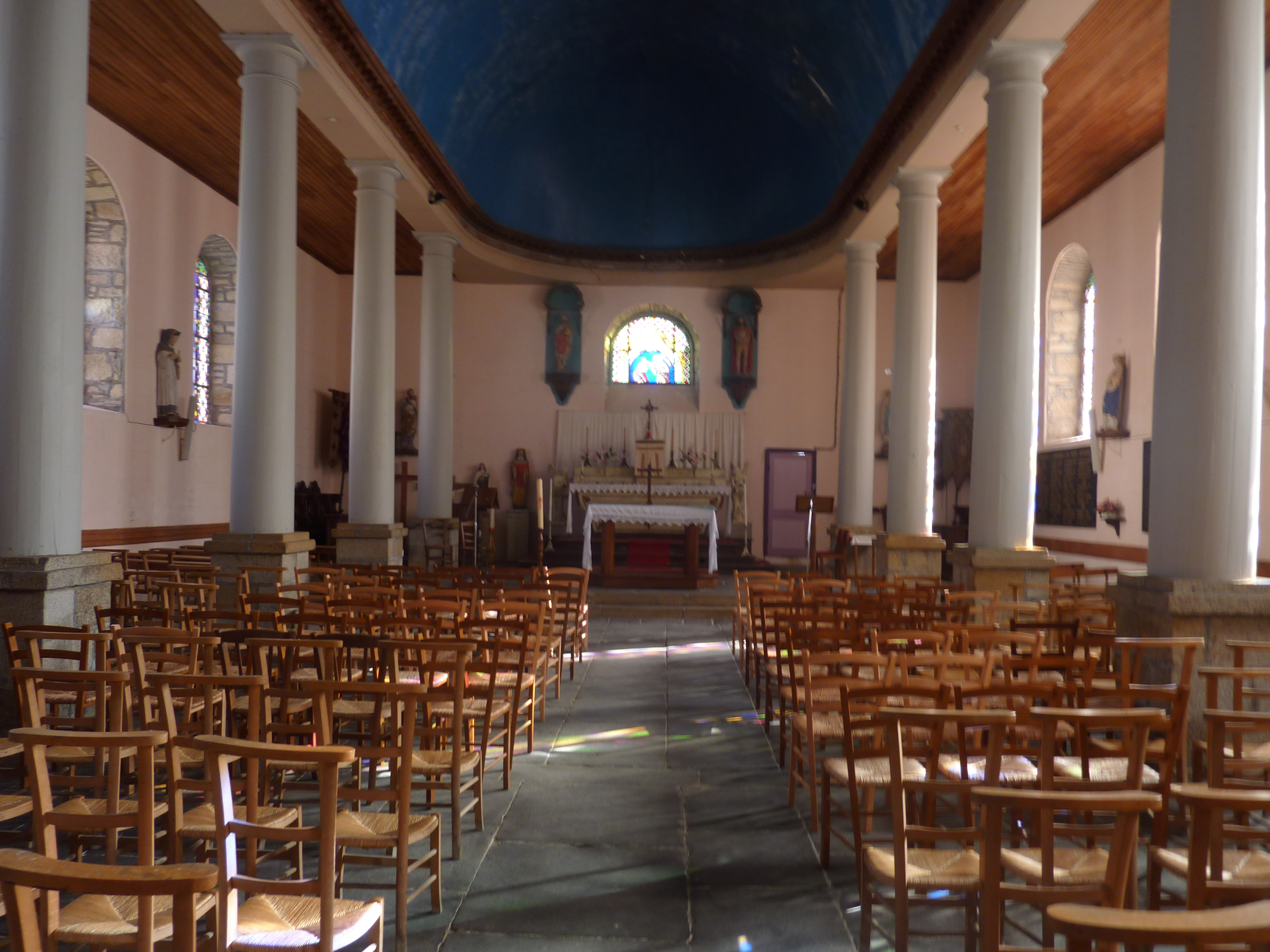
Vue intérieure de l'église paroissiale.
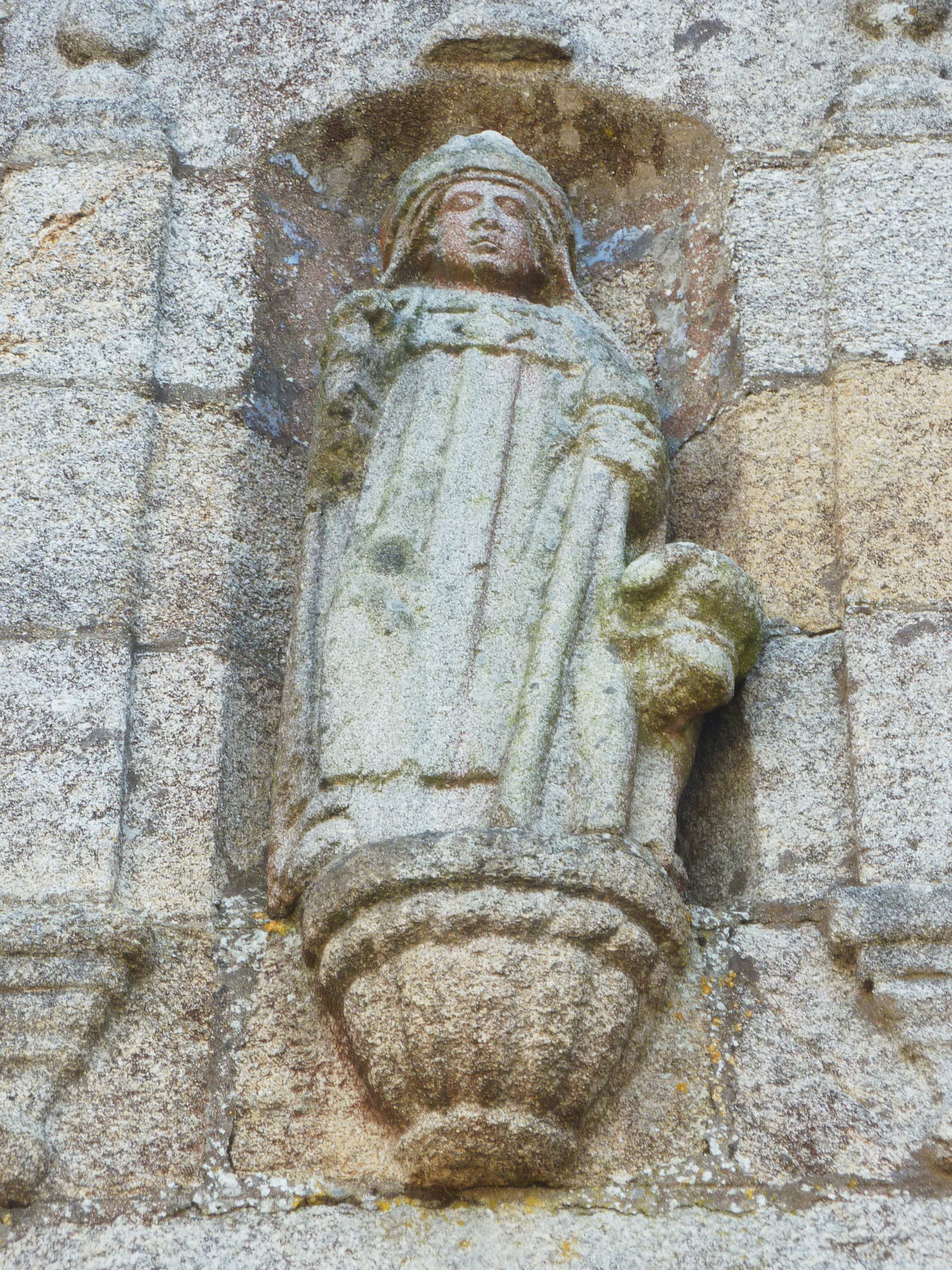
Statue de saint Méen tenant un chien muselé.
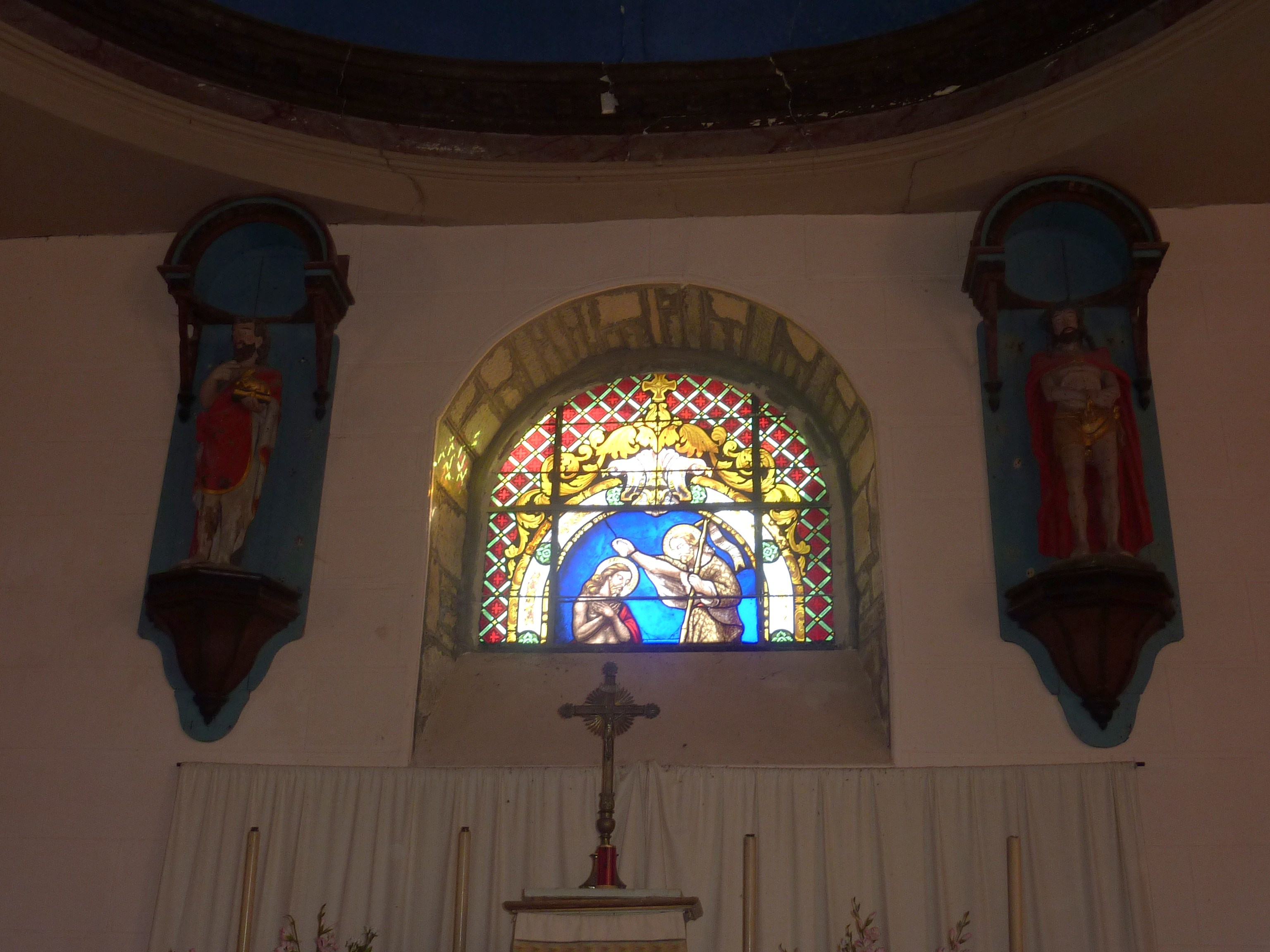
Vitrail du baptême du Christ et statues de saint Jean-Baptiste et du Christ aux liens.
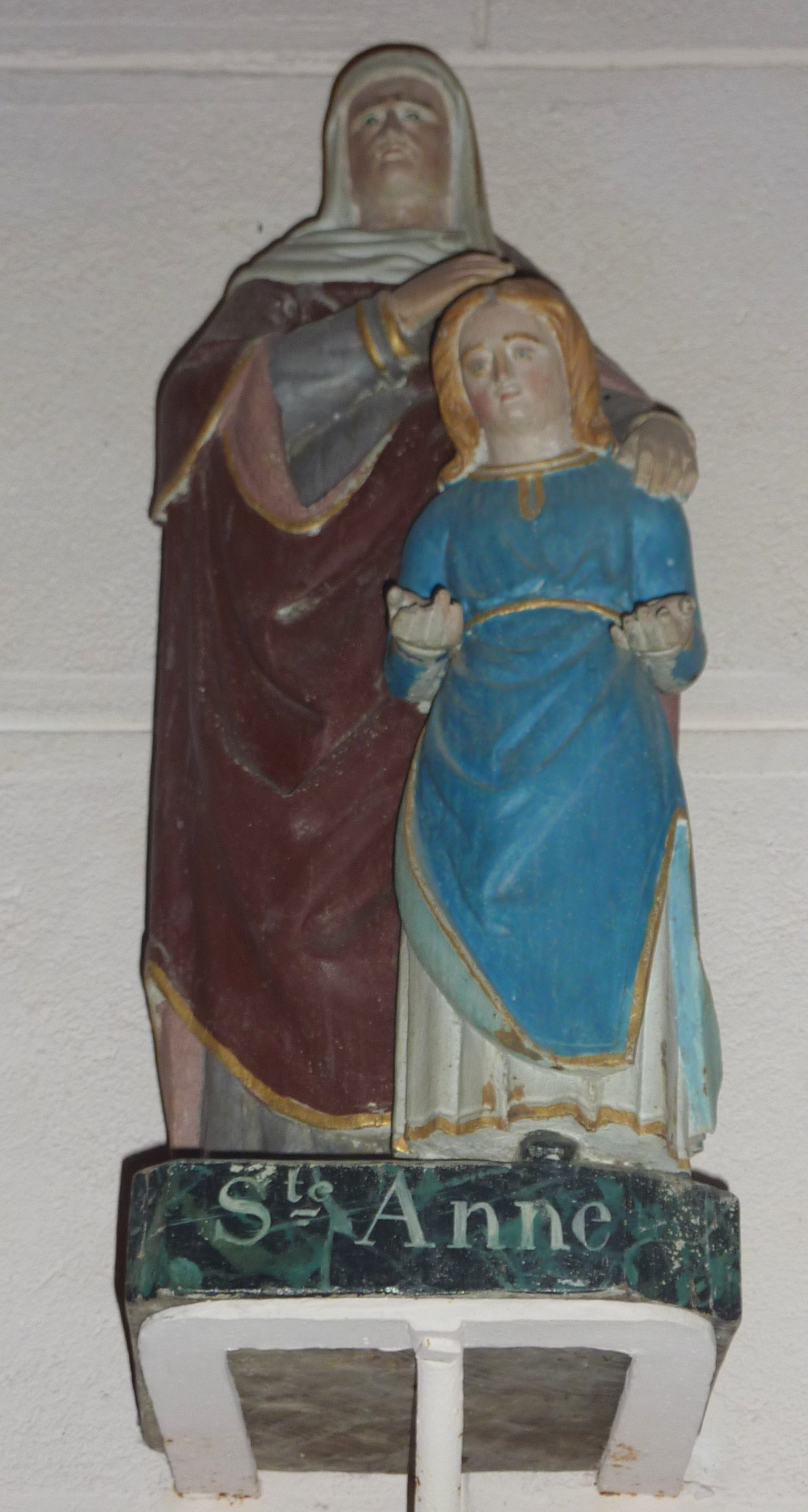
Statue de sainte Anne avec la Vierge Marie.
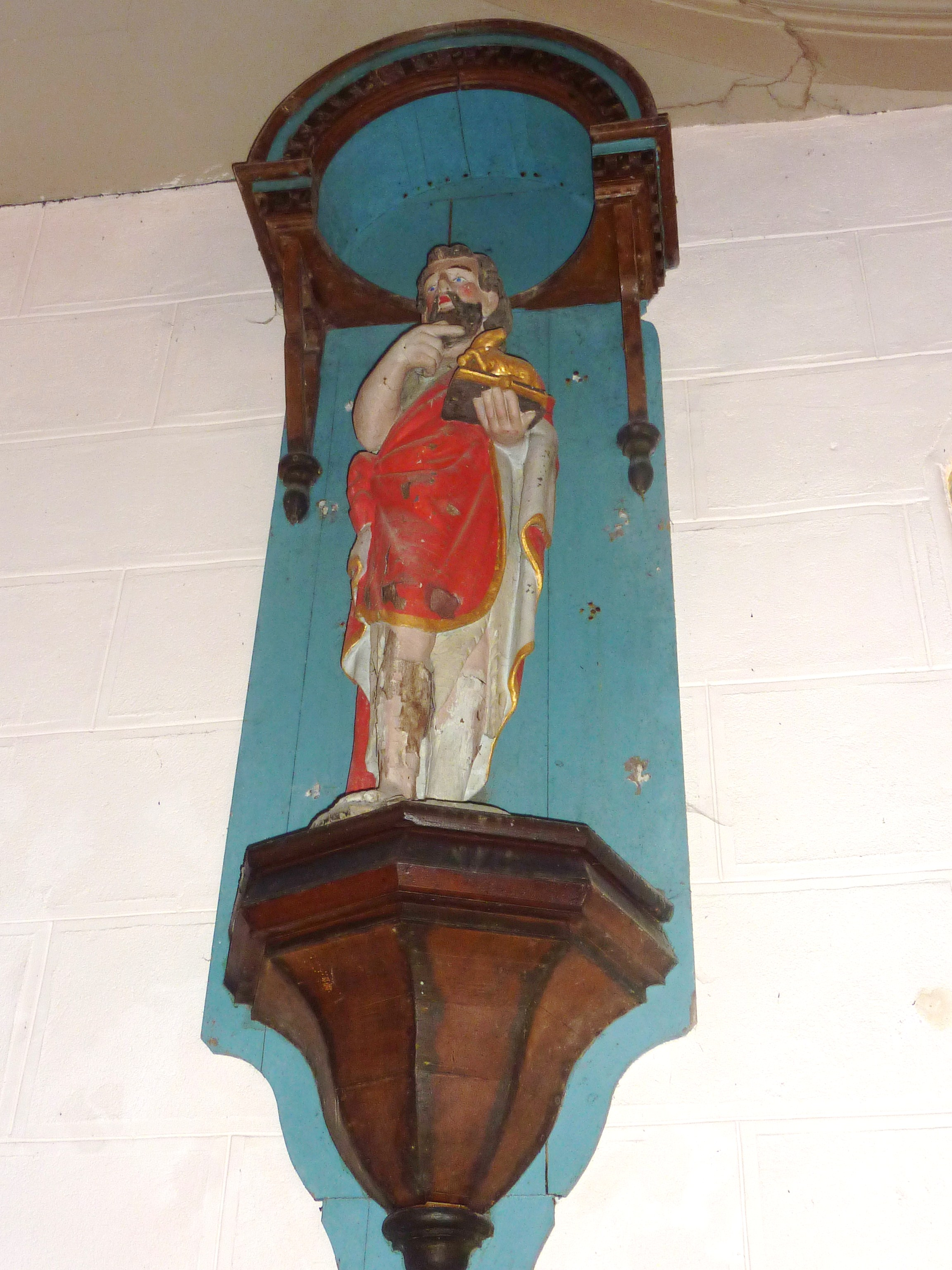
Statue de saint Jean-Baptiste.
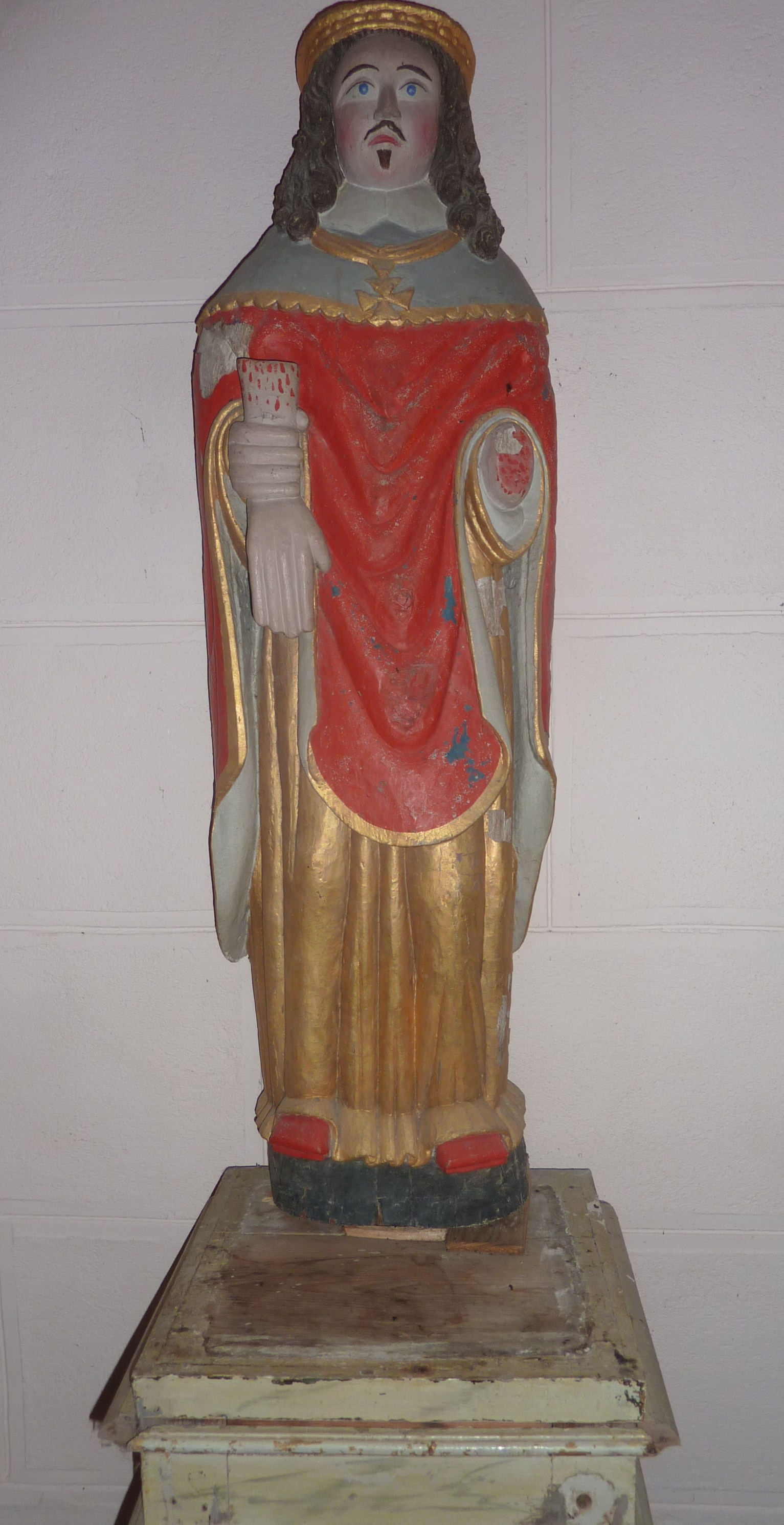
Statue de saint Mélar.
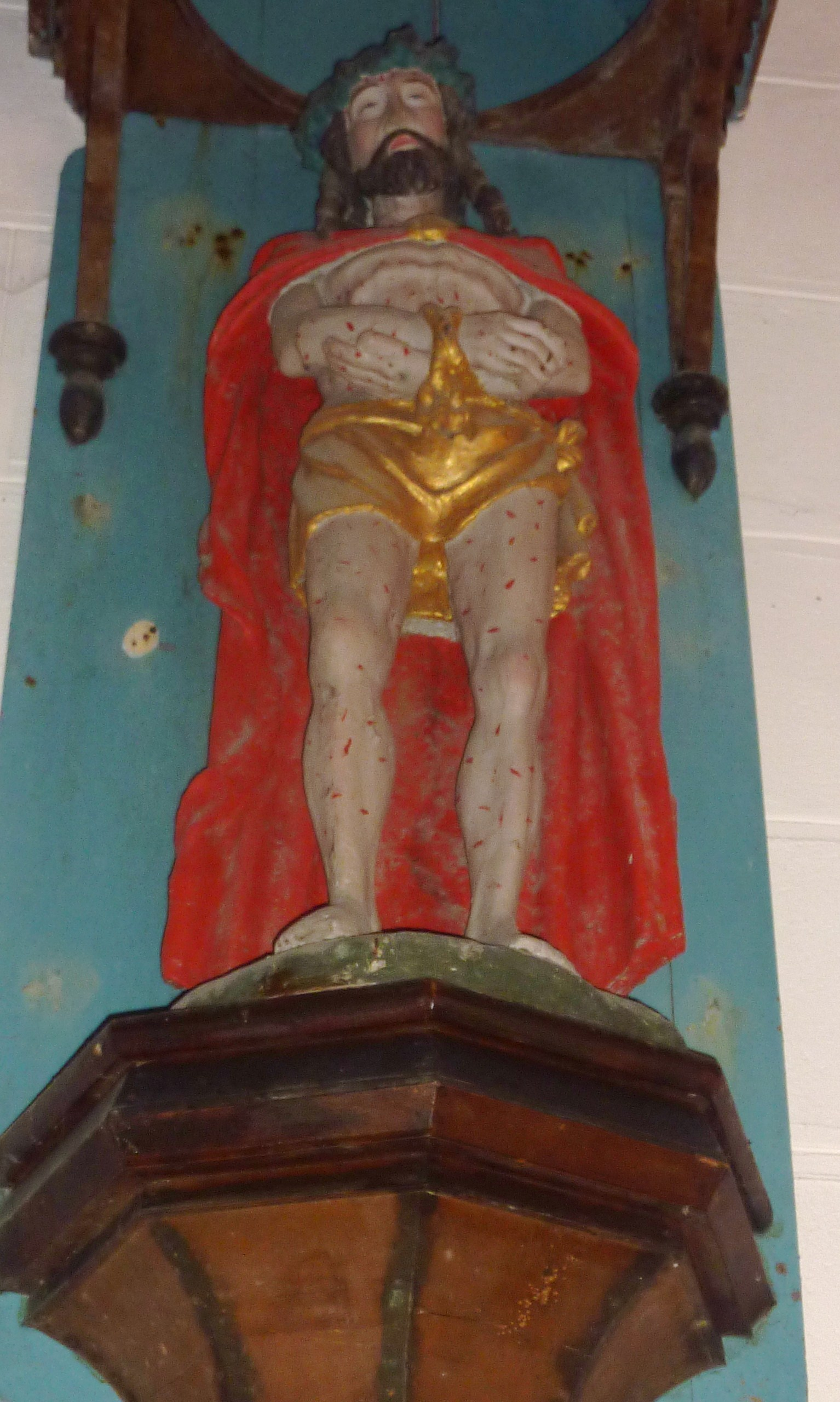
Statue du Christ aux liens.
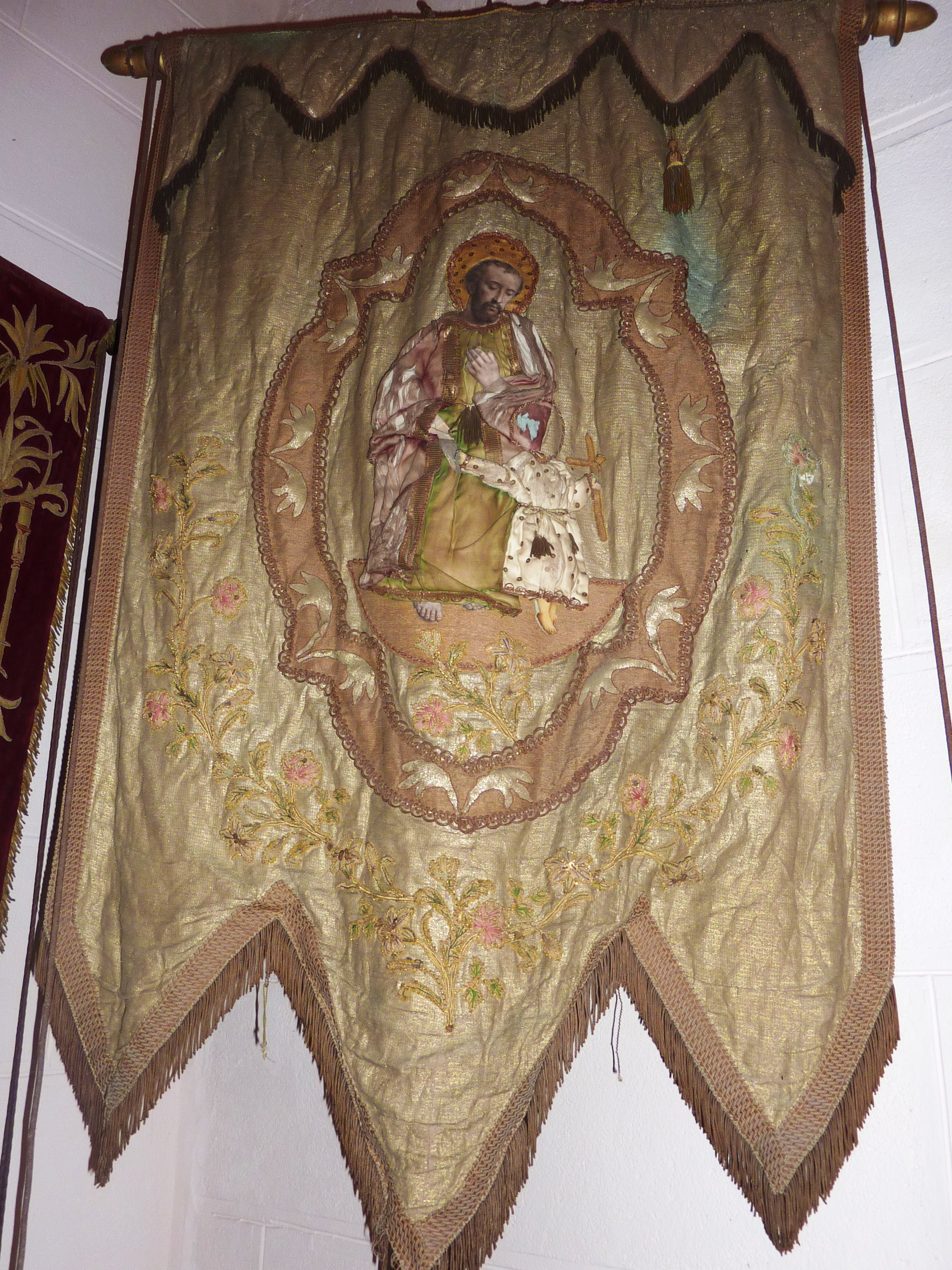
Bannière de procession figurant saint Joseph avec l'Enfant Jésus.

- La chapelle Saint-Sébastien et Saint-Fabien (1560) dépend du château de Kerlosser et est de style Renaissance ; elle est propriété privée de la famille La Tour. Son pignon ouest est surmontée d'un clocheton original, en forme de lanterneau[51].
- La chapelle Saint-Claude, à Kéruscar, date du XIXe siècle.
- La « Croix de mission » du cimetière date du XIXe siècle, mais a été remaniée lors de la mission de 1930[52].
- Trois croix se trouvent respectivement à Guerguiniou, Croix-Morvan (Croaz Morvan) et Croix Blanche[53].

- Plusieurs châteaux ou manoirs :

Le blason de la famille Le Rouge de Guerdavid.

  - le manoir (aujourd'hui disparu) du Guerdavid, possédait autrefois une chapelle privée. Subsiste aujourd'hui, la ferme et un colombier du XVe siècle. Les terres de Guerdavid sont propriété de la famille Le Rouge de Guerdavid au moins depuis le XIVe siècle ;
  - le manoir de Kerlosser (XVIe siècle) ;
  - le manoir de Keruscar, simple ferme désormais.
- Réserve naturelle régionale des landes et tourbières du Cragou et du Vergam.

## Personnalités liées à la commune
- Guillaume Le Lay de Grantugen (1743-1818), homme politique, né à Lannéanou.
- Charles Rolland (1862-1940), musicien, né à Lannéanou.

## Romans et contes
- Anatole Le Braz : Vieilles histoires du pays breton : le Bâtard du Roi[28].